# Conservatisme social
 (avril 2025).
Le conservatisme social, également appelé conservatisme sociétal, est une branche du conservatisme axée sur la défense de ce qui est perçu comme étant la « moralité traditionnelle » ou les « bonnes mœurs ».
Cette idéologie relativement jeune émerge comme une forme distincte de conservatisme au cours des années 1960 en réponse aux transformations sociales initiées par la révolution sexuelle, le mouvement féministe et le mouvement pour les droits LGBTQI+. Bien que les revendications du conservatisme social ne lui soient pas exclusives, comme on les retrouve dans le conservatisme plus large, ce qui distingue cette idéologie est le fait qu’elle s'appuie davantage sur la pensée religieuse plutôt que politique pour faire avancer ses causes.
Aux États-Unis, le conservatisme social a pris beaucoup d'ampleur pendant les années 1980 durant la présidence de Ronald Reagan. Cette période a été particulièrement marquée par des campagnes moralisatrices telles que Mothers Against Drunk Driving (MADD) et le mouvement anti-avortement qui, en sus de leurs enjeux respectifs, dénonçaient ce qu'elles percevaient comme étant les excès de la tradition libérale. Du côté du Canada, les principales revendications des conservateurs sociaux concernaient le mouvement anti-avortement dans les années 1980 avant de s'opposer davantage aux droits des personnes homosexuelles la décennie suivante. Cependant, il n'y a pas de politiques ou de positions qui définissent de façon universelle tous les conservateurs sociaux.

## Définition
De manière générale, il existe un large consensus selon lequel le conservatisme social est une idéologie qui se définit par l'adhésion à des attitudes traditionnelles et moralistes en ce qui concerne les droits reproductifs, l'orientation sexuelle, le genre et la sexualité en général ainsi qu'à la protection de l'unité familiale. Les conservateurs sociaux préconisent également une philosophie qui diffère de celle des conservateurs traditionnels et fiscaux en ce qui concerne le rôle de l'État. D'abord, le conservatisme social considère que l'État et ses institutions peuvent et doivent être utilisés pour défendre ses positions de fond par rapport à l'avortement, l'homosexualité, l'aide médicale à mourir et le « féminisme radical ». De plus, étant donné qu’une grande partie de l'impulsion derrière le mouvement est ancrée dans les croyances religieuses, notamment l'évangélisme, le fondamentalisme et le catholicisme pour le christianisme, les conservateurs sociaux sont souvent en faveur de l'application directe des enseignements religieux au domaine de la politique. Ainsi, le conservatisme social fait appel à une certaine « régulation étatique de la moralité ». En revanche, la politisation des mœurs et des valeurs religieuses n'est pas un principe que défendent souvent les conservateurs traditionnels et fiscaux,.
Selon le politologue canadien James Farney, le conservatisme social fait au moins une de deux affirmations philosophiques. La première est que les forces morales que l'on retrouve ancrées dans des institutions comme la famille traditionnelle sont nécessaires pour assurer la santé des démocraties libérales et du système économique capitaliste. La deuxième affirmation est que le conservatisme social, en s'inspirant par réaction du mouvement féministe, accepte l'idée selon laquelle « le privé est désormais politique » et que la promotion et la défense des valeurs traditionnelles doivent s'effectuer à travers les moyens politiques que l'État permet,,. De la même manière que les mouvements progressistes et contrairement aux autres branches du conservatisme, les conservateurs sociaux ont fait de l'action politique sur les enjeux sociaux l'une de leurs priorités.
Les prises de position du conservatisme social ne se limitent pas toutefois à la défense d'enjeux moraux tels que l'unité familiale, l'opposition au droit à l'avortement et le rejet de l'homosexualité. Notamment, certaines recherches ont identifié une dimension punitive en vertu de laquelle certains adhérents à cette branche du conservatisme ont tendance (mais pas nécessairement) à soutenir des mesures comme la peine de mort ainsi que des peines de prison plus sévères. 
L'importance qui est accordée aux enseignements du fondamentalisme religieux et à l'autorité biblique est l'un des principaux facteurs à l'origine de cette dimension punitive. L'ethnocentrisme est généralement une autre dimension importante du conservatisme social et est représenté à travers des mesures visant à limiter l'immigration et à affirmer le refus du multiculturalisme. D'autres recherches plus récentes identifient également le patriotisme, le militarisme et la sécurité nationale comme des valeurs que défendent les conservateurs sociaux. Dans la même logique, le droit à la possession d'armes à feu est souvent évoqué comme défendu par des conservateurs sociaux. Les conservateurs sociaux sont généralement hostiles à la libéralisation du cannabis et d'autres drogues et favorables à l'interdiction (en) de l'accès à la pornographie pour les mineurs ou au-delà. Enfin, ils sont généralement favorables à une interdiction ou régulation de la prostitution.
Il faut toutefois noter qu'il n'existe pas une définition universelle du conservatisme social. Cette branche de l'idéologie conservatrice se manifeste sous différentes formes en fonction de l'époque et du lieu dans laquelle elle évolue. Des conservateurs sociaux peuvent être par exemple très favorables à l'éducation des filles. Tout comme celles qui évaluent les degrés de progressisme, de conservatisme ou de libéralisme, les échelles mesurant les attitudes du conservatisme social sont un produit de leur époque,. Ainsi, la notion de temps souligne le besoin de mettre à jour les principes qui sont attribués au conservatisme social, puisque ceux-ci sont voués à changer au fil du temps. Finalement, le conservatisme social doit prendre en compte les spécificités (culturelles, politiques, institutionnelles) des différents pays et territoires dans lequel celui-ci se trouve. Par exemple, les spécificités du contexte canadien expliquent que le pays adopte une version du conservatisme social qui est différente de celle que l'on observe aux États-Unis. 
Il faut aussi noter que le conservatisme sociétal, y compris parfois culturel et migratoire, peut s'allier à une vision progressiste des questions socio-économiques et à un interventionnisme étatique contre le libéralisme qui combine l'anticapitalisme avec l'illibéralisme culturel et éventuellement des valeurs écologiques ou religieuses. Cela s'appelle le conservatisme de gauche ou socialisme conservateur, à ne pas confondre avec le socialisme de droite où les valeurs sociales sont les seules plus ou moins de gauche et où la dimension nationaliste s'y conjugue plus.

## Principes
Il y a quatre principes fondamentaux dont au moins une partie caractérise globalement la pensée des conservateurs sociaux :
1- La préservation de la « famille traditionnelle »
Le conservatisme social, même si sa pensée ne s'arrête pas à ces enjeux dits sociétaux ou bioéthiques, tend ainsi à s'opposer notamment au mariage homosexuel, à l'homoparentalité, au concubinage ou encore au partenariat civil y compris hétérosexuels, au divorce, voire à la contraception, etc. Cette opposition varie selon les époques et les endroits. Actuellement, elle peut inclure l'opposition à la libéralisation de droits qui concernent l'identité de genre, comme l'autodétermination de personnes (notamment mineures) trans, queer, intersexes ou autres.
2- La sacralité de la vie humaine, conçue comme allant de la fécondation à la mort (naturelles)
En relation avec le premier principe, le conservatisme social est donc généralement plus ou moins hostile à l'IVG (on parle de positionnement « pro-vie »), à l'IMG, à l'euthanasie ou au suicide assisté, à la PMA ou GPA...
3- Religiosité
La religion joue un rôle important dans la construction du conservatisme social. D'abord, les individus qui ont des croyances religieuses sont plus susceptibles d'adhérer aux valeurs véhiculées par le conservatisme social,. Ensuite, en plus de ses origines religieuses, le conservatisme social est en faveur d'une certaine application des enseignements religieux à la politique. Finalement, les conservateurs sociaux évoquent fréquemment la liberté de religion pour défendre leurs causes, notamment en ce qui concerne l'opposition au mariage entre personnes de même sexe. Dans ce contexte, l'argument de la liberté de religion sert à défendre un « espace de conscience personnelle imperméable à l'intervention de l'État ».
4- Défense des conventions morales
Contrairement aux conservateurs fiscaux, les conservateurs sociaux sont particulièrement préoccupés par la violation des conventions morales auxquelles ils adhèrent. Ainsi, les défendeurs de cette idéologie ont tendance à approuver l'imposition de mesures punitives ou agressives à l'endroit des contrevenants. Cette tendance peut (mais pas dans tous les cas) s'exprimer par l'imposition de peines de prison plus sévères, voire au recours à la peine de mort en fonction des crimes commis. La plupart des conservateurs sociaux sont également plus susceptibles d'approuver des actes militaires afin de défendre leurs conventions morales. La politique étrangère soutenue par certains conservateurs sociaux met l'accent sur le hard power, ou les forces armées, afin d'être en mesure d'agir contre les adversaires potentiels. Plus généralement, la défense des conventions morales s'accompagne parfois d'une plus grande intolérance à l'endroit des individus ou groupes qui n'y adhèrent pas.

## Conservatisme social dans différents pays

### Canada
Au Canada, le conservatisme social est historiquement incarné par des partis politiques de droite tels que le parti créditiste et le parti réformiste du Canada. De nos jours, il existe une faction du Parti conservateur du Canada qui penche vers le conservatisme social,.